# Isoxya cicatricosa
Espèce
Synonymes
- Gasteracantha cicatricosa C. L. Koch, 1844
- Isacantha hildebrandti Karsch, 1878
- Gasteracantha wealii O. Pickard-Cambridge, 1879
- Gasteracantha proba O. Pickard-Cambridge, 1879
- Gasteracantha pygmaea Bösenberg & Lenz, 1895
- Gasteracantha sanguinipes Strand, 1906
- Gasteracantha tubifera Dahl, 1914

Isoxya cicatricosa est une espèce d'araignées aranéomorphes de la famille des Araneidae.

## Distribution
Cette espèce se rencontre en Afrique australe, en Afrique centrale, en Afrique orientale et au Yémen.

## Publication originale
- C. L. Koch, 1844 : Die Arachniden. Nürnberg, vol. 11, p. 1-174 (texte intégral).